# Eto! Baš hoću!
Eto! Baš hoću! treći je studijski album sarajevskog rock sastava Bijelo dugme, koji izlazi u prosincu 1976.g. Materijal za album pripremaju isto kao i za drugi Šta bi dao da si na mom mjestu u Borikama, istočna Bosna, a snimaju ga u "Air studiju" u Londonu u organizaciji Veljka Despota i producenta Neil Harrisona. Album je trebao nositi ime po skladbi "Sve se dijeli na dvoje, na tvoje i moje" Duška Trifunović, ali Bregović nije stigao napraviti glazbu, pa je želio da naslov bude "Hoću bar jednom da budem blesav". To nije odgovaralo izdavačkoj kući Jugoton, pa se dolazi do kompromisnog rješenja i album dobiva ime Eto! Baš hoću!. Željko Bebek i na ovom snimanju svira bas-gitaru.
Materijal na albumu opet donosi hitove, a neki od njih su balada "Sanjao sam noćas da te nemam", kao i "Loše vino" od Arsena Dedića, "Ništa mudro", koja je mnoge podsjetila na "It's Only Rock N Roll" Rolling Stonesa, te folklorom inspirirane "Slatko li je ljubit tajno" i "Dede, bona, sjeti se, de, tako ti svega".

## Popis pjesama

### A-strana
1. "Izgledala je malo čudno u kaputu žutom krojenom bez veze"
2. "Loše vino" - (stihovi: Arsen Dedić)
3. "Eto! baš hoću!"
4. "Dede bona, sjeti se, de, tako ti svega"

### B-strana
1. "Slatko li je ljubit tajno"
2. "Ništa mudro"
3. "Ne dese se takve stvari pravome muškarcu"
4. "Sanjao sam noćas da te nemam"

## Izvođači
- Željko Bebek - vokal, bas gitara
- Goran Bregović - električna gitara, usna harmonika
- Laza Ristovski - klavijature
- Milić Vukašinović - Mića - bubnjevi
- Benjamin Newson - alt saksofon
- Raphael Ravencroft - tenor, bariton i alt saksofon
- Alf Waite Jr. - trombon
- David Defries - truba
- Joy Yates, Stevie Lange, Val Stokes - prateći vokali
- Ljubiša Racić - bas gitara

## Produkcija
- Producent - Neil Harrison
- Snimatelj - Jon Kelly
- Asistent snimanja - Jon Walls
- Slika [album] - Dragan S. Stefanović
- Glazba - Goran Bregović
- Tekst - Goran Bregović (skladbe: A1, A3 i B4)
- Mastering - Chris Blair
- Fotografija - Veljko Despot

## Vanjske poveznice
- discogs.com - Bijelo Dugme - Eto! Baš Hoću!